# Incendios (álbum de Conchita)
Incendios es el quinto álbum de estudio de la cantante española Conchita, cuyo lanzamiento fue el 2 de diciembre de 2016. En este disco cuenta con la colaboración de Sergio Dalma en el tema Cuando se trata de elegir, con Nach en el tema que da título al álbum Incendios y con Santiago Cruz en Secretos. Además, ha incluido la canción Perfecta, de Luis Ramiro, interpretada por los dos. En la edición física se incluye como bonus track el tema Un beso redondo, cuyos beneficios van destinados a la causa del 23 de mayo como día del niño hospitalizado.
En este disco Conchita, además de las voces y los coros, ha grabado la batería del tema Donde no duela verme. Pablo Cebrián, además de la producción, ha interpretado las guitarras, los bajos, la programación, y ha hecho los arreglos de cuerda y metales. Raúl Osuna, colaborador de siempre, ha interpretado los pianos y los hammonds.

## Lista de canciones
| N.º | Título                                         | Letras                 | Música      | Duración |  |
| 1.  | «Lo hicimos»                                   | Conchita               | Conchita    | 3:31     |  |
| 2.  | «Cuando se trata de elegir» (con Sergio Dalma) | Conchita               | Conchita    | 2:48     |  |
| 3.  | «Las ocho y diez»                              | Conchita y Luis Ramiro | Conchita    | 2:44     |  |
| 4.  | «Invasiones»                                   | Conchita               | Conchita    | 3:57     |  |
| 5.  | «Buena suerte y buen viaje»                    | Conchita               | Conchita    | 3:25     |  |
| 6.  | «Incendios» (con Nach)                         | Nach & Conchita        | Conchita    | 4:32     |  |
| 7.  | «Rodeando precipicios»                         | Conchita               | Conchita    | 4:04     |  |
| 8.  | «Julio y Fina»                                 | Conchita               | Conchita    | 3:30     |  |
| 9.  | «Voy a estar bien»                             | Conchita               | Conchita    | 3:14     |  |
| 10. | «Como no te voy a querer»                      | Conchita               | Conchita    | 3:05     |  |
| 11. | «Secretos» (con Santiago Cruz)                 | Conchita               | Conchita    | 3:59     |  |
| 12. | «Donde no duela verme»                         | Conchita               | Conchita    | 3:51     |  |
| 13. | «Yo por dentro»                                | Conchita               | Conchita    | 2:08     |  |
| 14. | «Perfecta» (con Luis Ramiro)                   | Luis Ramiro            | Luis Ramiro | 4:04     |  |
| 15. | «Un beso redondo» (bonus track)                | Conchita               | Conchita    | 3:53     |  |